# Abel Tasman (schip, 1898)
De Abel Tasman is het korpsschip van zeekadetkorps Heerhugowaard, vergelijkbaar met een wachtschip van Scouting Nederland. Het is een voormalig sleepschip, dat in de binnenvaart als vrachtschip heeft gevaren.
Bij de bouw in 1898 was het een groot schip voor die tijd, met twee masten in het midden met hijstuig. Het had een liggend stuurwerk met ronde stuurbak. Bij de verkoop in 1929 kreeg het de voornaam van de vrouw van de nieuwe eigenaar: Margaretha. In de oorlogsjaren moest er ook gevaren worden, voornamelijk met steenkool, stenen of voedsel. In 1945, bij het wegtrekken van de bezetters, is het schip met veel andere schepen in het Julianakanaal bij Maasbracht opgeblazen en gedeeltelijk gezonken en heeft daarmee een schepenkerkhof gevormd. Naar verluidt heeft het schip bovenop een ander schip gelegen. Het werd na de oorlog gelicht en in 1946 weer hersteld als sleepschip bij Scheepswerf Jonker & Stans in Hendrik Ido Ambacht.
In 2000 heeft zeekadetkorps Heerhugowaard de Margaretha in haar bezit gekregen De zeekadetten gebruiken het schip als clubhuis. Elke zaterdagmiddag komen zij naar de vaste ligplaats van het korpsschip om hun programma te draaien. Een paar keer per jaar wordt er een stukje gevaren. Tijdens de zomervakantie met de vletten aan dek. Het ruim wordt dan gebruikt om te eten en te slapen. Er zijn ook een grote wasplaats met douche en wasmachine aan boord.

## Binnenvaart
In 1946 werd er veel kolen gevaren tussen Duisburg, Rotterdam of Amsterdam naar Straatsburg of Kalsruhe. Het schip heeft naast al het varen ook regelmatig vletwerk gedaan, onder andere in Vreeland aan de Vecht, met een lading voor de vatenfabriek Van Leer. Als er intensief met een schip gevaren wordt heeft dat gevolgen voor de techniek. Een greep uit de jaren na de oorlog.
- 1951 heeft de Firma Ridderikhof te Hasselt er een nieuwe lier voorop gezet met een motor. Voor die tijd werd er met de hand gedraaid.
- 1958 werd in Wormerveer het ijzerwerk voor een nieuwe stuurhut geplaatst.  In Zaandam werd het houtwerk erop gebouwd.
- 1959 Uit het water geweest en schoongemaakt en geteerd, bij de Firma Worst te Meppel.
- 1964 Bij Sepers in Heerewaarden een begin gemaakt met het ombouwen van sleepschip naar motorschip met een MAN dieselmotor van 260 pk. Wegens mankementen in Almelo geprobeerd de koppeling te verwisselen, maar dat lukte toen niet. Met de sleepboot naar Heerewaarden en daar een nieuwe geplaatst.
- 1966 Gehellingd en geteerd op de Oranjewerf te Amsterdam.
- 1967 Bij Schram te Bolnes in het dok geweest. Wegens schade is de schroefas er uit geweest.
- 1968 De schade aan het roer en de schroef werd gerepareerd bij A.S.M. in Arnhem. Ook is daar de koppeling gerepareerd en het schip schoongespoten en geteerd. Ook is bij “MAN” in Ruhrort aan de motor gewerkt.
- 1970 De motor gerepareerd te Ruhrort bij “MAN” zelf. Op de Oranjewerf te Amsterdam schoongespoten en geteerd
- 1972 Schade aan de koppeling te Rheinberg en het schip is versleept naar Rotterdam.
- 1974 Aan de werf te Lemmer geteerd en schoongemaakt. Ook een nieuwe dennenboom gekregen met aluminium luiken. De motor is stilgevallen te Amsterdam, er bleek een dekkleed in de schroef te zitten. Een duiker heeft het dekkleed er uit gehaald. Het koproer gerepareerd te Steenwijk.
- 1976 De motor uit elkaar gehaald en weer opgebouwd.
- 1977 Het schip op de helling van de werf Poppen in Lemmer om schoongemaakt en geteerd te worden. Ook is de schroef stuk geslagen te Antwerpen. Het schip is nog naar Terneuzen gevaren en uiteindelijk is de schroef verwisseld te Sluiskil.
- 1980 Er is weer schade aan de aan de koppeling. Het schip aan de werf van Van Zutphen te Vreeswijk schoongemaakt en geteerd.
- 1981 Een monteur heeft een zuiger met voering gemonteerd.
- 1982 Met revisie begonnen in de Binnenhaven te Rotterdam bij de machinefabriek “De Maas”. Het schip is schoongemaakt en geteerd bij de Firma Poppen te Lemmer, waarbij ook het vlak is gekeurd.
- 1984 De hulpmotor heeft een kleine revisie ondergaan. Er werd een nieuw blauw bord van de Firma Bos te Steenwijk gemonteerd.
- 1986 Op de werf van Van Zutphen te Vreeswijk schade aan de kop gerepareerd. In dat jaar is er te Jutphaas een luik weggewaaid, maar een duiker heeft het opgevist.

## Jeugdwerk
In 1988 viel de beslissing het schip te verkopen aan de Stichting Outward Bound bedrijf, die het onder de naam Discovery ingezet heeft voor jeugdwerk. De ruimen werden betimmerd en voorzien van centrale verwarming. Het ging dienst doen als vakantieschip voor gehandicapten, met als thuishaven Lelystad. Dit was geen succes en vervolgens ging de stichting failliet.
De Discovery werd in 1992 uit dat faillissement gekocht en kwam in dienst bij het Zeekadetkorps Hellevoetsluis. Het korps had nog contact met de familie die jaren met het schip had gevaren en is de Discovery weer omgedoopt als Margaretha. Het schip werd ingericht met een groot dagverblijf en keuken. De slaapzaal (was voorheen recreatie ruimte) bestond uit een grote ruimte met drie stapelbedden van twee bedden tegen elkaar. Privacy was nergens aan de orde, behoudens het achteronder voor de onderofficieren en officieren. Vooruit was een groot verblijf met veel rommel en een kleine bar. Twee generatoren van respectievelijk 33 en 30 kVA werden geplaatst in het voorruim.
In 2000 is de Margaretha van het korps Hellevoetsluis overgenomen door het korps Heerhugowaard. Daar werd het vrijwel meteen volledig onder handen genomen en van voor tot achter werd vrijwel alles er uit gehaald en weer opnieuw ingetimmerd. Als er werd gedoucht kon men niet naar het toilet, omdat toilet en douche één grote ruimte vormden. Die werd dan ook snel aangepast, gescheiden in diverse ruimten voor meer privacy. Er kwam ook een volledige draaitafel/karaokeinstallatie en muziekcomputer met grote speakers.
Bij de werfbeurt in 2004 is hier en daar de huid gedubbeld en er is ook een autokraan aangebracht. De david die toen in gebruik was qua veiligheid geheel afgekeurd.
Van pakweg 2006 tot 2008 is de gehele keuken met allerlei professionele apparatuur en toebehoren gesponsord verbouwd en ingericht met een keuken inventaris van af te stoten kantoren van DE BANK. Een afwasstraat, een warmhoudkast, een fornuis, heel veel roestvaststalen meubilair en gebruiksartikelen zijn toen aan boord gesleept en geïnstalleerd.
Tot 2010 bestond de inrichting nog uit verschillende grote hutten van 6 tot 12 personen. Vooral bij het gestaffeld naar bed gaan van de diverse leeftijdsgroepen bracht dat veel en vaak onrust. Alle verblijven werden in dat jaar verbouwd tot drie-persoons hutten. Er kwam veel meer rust aan boord omdat de verschillende groepen nu op verschillende tijden gingen slapen.
In 2013 ontstond een groot probleem vanwege de afschaffing van het gebruik van rode diesel voor het niet-zakelijk gebruik. Het schip vraagt echter een vorstvrije situatie i.v.m. afsluiters en dergelijke voorzieningen. De oplossing kwam via een gesponsorde houtpelletkachel, met nog maar 1/3 van de stookkosten van daarvoor.
Na een voorbereiding van zes maanden en heel veel zelfwerkzaamheid volgde in 2014 de te lang uitgestelde dokbeurt voor het verkrijgen van het Certificaat van Onderzoek. Een certificaat dat vanaf 2019 elk schip van 20 meter en langer moet hebben om zelfs maar te mogen varen. De meeste eisen voor het certificaat waren inmiddels gerealiseerd of toch bijna. In het dok is gebleken dat te lang wachten met dokken een averechtse uitwerking had gehad. Het bracht het achterstallig onderhoud direct aan het licht. Samen met de andere eisen van het CvO deden dit een grote aanslag op de beschikbare financiën. Maar veel sponsoren hebben een bijdrage geleverd.
De dokbeurt in 2021 in het kader van het CvO is zonder grote problemen verlopen. Er waren nauwelijks dubbelingen aan te brengen. Wel is een deel van het voordek vervangen onder de ankerlier omdat dit geheel was doorgeroest.
Als in het jeugdwerk vrij gebruikelijk is het schip nog steeds 'under construction'.  Er zijn contacten gelegd met de technische opleiding Tetrix om de werkzaamheden door leerlingen te laten uitvoeren als praktijkopdracht.

## Liggers Scheepmetingsdienst
| Meetnummer | District en volgnr. | Meetdatum       | Meetplaats | Lengte [m] | Breedte [m] | Inzinking [m] | Waterverplaatsing [ton] | Naam                 | Eigenaar     | Domicilie |
| ---------- | ------------------- | --------------- | ---------- | ---------- | ----------- | ------------- | ----------------------- | -------------------- | ------------ | --------- |
| G10180N    | Groningen           | 6 juli 1959     | –          | 51,48      | 7,76        | 2,10          | 549,066                 | MARGARETHA           | P. Sijbrands | Amsterdam |
| A20153N    | Amsterdam           | 1 juli 1964     | –          | 51,50      | 7,76        | 2,10          | 527,419                 | MARGARETHA           | -            | -         |
| AN476      | Amsterdam           | 27 oktober 1980 | –          | 51,50      | 7,70        | 2,10          | 523,901                 | MARGARETHA           | -            | -         |
| RN6173     | Rotterdam           | 29 januari 1988 | –          | 51,50      | 7,76        | 0,86          | 42,897                  | OUTWARD BOUND SCHOOL | –            | -         |